# Andir He
Andir He (kinesiska: 安迪尔河) är ett vattendrag i Kina.   Det ligger i den autonoma regionen Xinjiang, i den nordvästra delen av landet, omkring 730 kilometer sydväst om provinshuvudstaden Ürümqi.
Genomsnittlig årsnederbörd är 33 millimeter. Den regnigaste månaden är juni, med i genomsnitt 11 mm nederbörd, och den torraste är april, med 1 mm nederbörd.